# 希臘國
希臘國（羅馬化：Elliniki Politeia）是二戰期間德國及義大利佔領希臘后，在希臘建立的傀儡國家的正式名稱。希臘國分為德國和義大利佔領區。在戰爭期間，希臘發生了嚴重的饑荒和通貨膨脹。1943年9月義大利投降，義大利駐希臘的軍隊被德軍繳械並接管義大利佔領區。1944年10月，德軍及保加利亞軍隊撤出希臘，希臘王國復國，一些希臘國的領導人後來被起訴。